# UTC+01:00

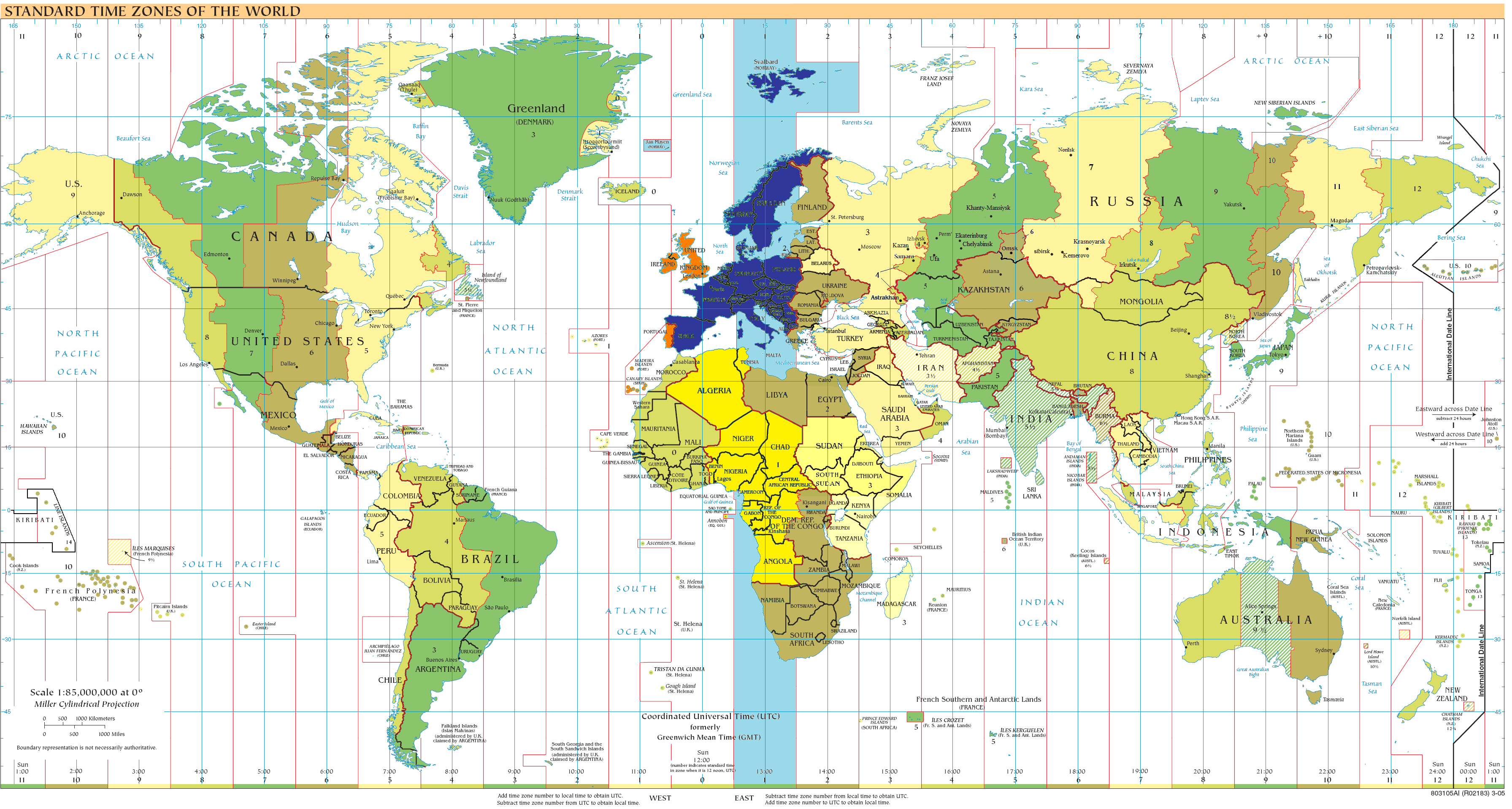
UTC+01: 파란색 (1월), 주황색 (7월), 노란색 (연중), 밝은 청색 - 바다

UTC+01은 협정 세계시보다 1시간 빠른 시간대이다.

## 중앙유럽 표준시(북반구 겨울)
- 알바니아
- 안도라
- 오스트리아
- 벨기에
- 보스니아 헤르체고비나
- 크로아티아
- 체코
- 덴마크 (페로 제도, 그린란드 제외)
- 프랑스
- 독일
- 지브롤터
- 헝가리
- 이탈리아
- 리히텐슈타인
- 룩셈부르크
- 북마케도니아
- 몰타
- 모나코
- 몬테네그로
- 네덜란드
- 노르웨이
  - 스발바르 얀마옌 제도
- 폴란드
- 산마리노
- 세르비아
- 슬로바키아
- 슬로베니아
- 스페인 (카나리아 제도 제외)
- 스웨덴
- 스위스
- 바티칸 시국

## 서유럽 일광 절약 시간대(북반구 여름)
- 영국 (본토 포함)
  - 채널 제도
  - 맨섬
- 덴마크
  -  페로 제도
- 아일랜드
- 포르투갈 (아소르스 제도 제외)
- 스페인
  - 카나리아 제도

## 표준 시간대 (1년 내내)

### 아프리카
- 모로코
- 알제리
- 앙골라
- 베냉
- 카메룬
- 중앙아프리카 공화국
- 차드
- 콩고 공화국
- 콩고 민주 공화국
  - 쾅고 주
  - 퀼루 주
  - 반둔두 주
  - 마이은돔베 주
  - 중앙콩고 주
  - 에카퇴르 주
  - 북우방기 주
  - 남우방기 주
  - 추아파 주
  - 몽갈라 주
  - 킨샤사
- 적도 기니
- 가봉
- 니제르
- 나이지리아
- 상투메 프린시페
- 튀니지

## 비교
| UTC+01 | 0       | 1 | 2  | 3  | 4  | 5  | 6  | 7  | 8  | 9  | 10 | 11 | 12 | 13 | 14 | 15 | 16       | 17       | 18       | 19       | 20       | 21       | 22       | 23       |
| ------ | ------- | - | -- | -- | -- | -- | -- | -- | -- | -- | -- | -- | -- | -- | -- | -- | -------- | -------- | -------- | -------- | -------- | -------- | -------- | -------- |
| UTC    | 전날 23 | 0 | 1  | 2  | 3  | 4  | 5  | 6  | 7  | 8  | 9  | 10 | 11 | 12 | 13 | 14 | 15       | 16       | 17       | 18       | 19       | 20       | 21       | 22       |
| KST    | 8       | 9 | 10 | 11 | 12 | 13 | 14 | 15 | 16 | 17 | 18 | 19 | 20 | 21 | 22 | 23 | 다음날 0 | 다음날 1 | 다음날 2 | 다음날 3 | 다음날 4 | 다음날 5 | 다음날 6 | 다음날 7 |